# Mas Rabassers de Baix
Mas Rabassers de Baix és una masia del municipi de Cadaqués (Alt Empordà) inclosa en l'Inventari del Patrimoni Arquitectònic de Catalunya.

## Descripció
Situat al nord del nucli urbà de la població a la riba del Rec de ses Culasses. S'hi arriba per la pista que porta de Cadaqués al Far del Cap de Creus. A l'alçada del puig de sa Rovellada s'agafa un trencall a mà esquerra que condueix al mas, molt proper al terme municipal del Port de la Selva.
Es tracta d'un mas de planta rectangular i de dues plantes, adaptat a la topografia abrupte del terreny on es fonamenta. Està format per la successió de cinc cossos adossats, cadascun amb la seva pròpia coberta en progressió descendent vers l'oest. Majoritàriament són teulades a dues aigües, tot i que els dos petits cossos posteriors, destinats a magatzems, tenen una sola vessant. L'edifici principal s'ubica a llevant, amb accés al pis superior a través d'una escala exterior de pedra i d'una terrassa. També hi ha un forn de planta quadrada amb coberta a un vessant de teula, adossat a la façana principal. Totes les obertures són estretes i rectangulars, algunes d'elles amb llindes d'una sola llosa de pissarra. A la façana sud, una porta dona accés als estables i als magatzems que ocupaven la planta baixa, mentre que al pis hi havia l'habitatge. L'interior del casal presentava les voltes de pedra morterada als baixos, tot i que l'edifici ha estat fortament restaurat en els últims temps.
En direcció oest, els dos cossos adossats amb coberta a dues aigües presenten, a la façana sud, dues grans arcades d'arc de mig punt amb la pedra disposada a sardinell. Actualment, aquests arcs es troben tapiats amb lloses de pissarra de la zona, disposades a pla i amb dues portes rectangulars de recent obertura.
La construcció de l'edifici és majoritàriament de blocs de pissarra més o menys desbastats, amb escasses pedres de granit i quarsita, tot lligat amb morter de calç. Actualment, tota la façana nord es troba arrebossada i sense pintar, de la mateixa manera que la façana est. Les teulades han estat totes restituïdes.

## Història
El límit actual entre els termes de Cadaqués i del Port de la Selva passa a la vora del mas Rabassers de Dalt, el qual per pocs metres pertany al municipi del Port. Fa pocs anys encara es conservava una fita de pedra picada, segons ens informen les recents obres de restauració. Avui, el mas Rabassers de Baix és considerat del terme de Cadaqués. Però això no ha estat sempre així car l'any 1787, en crear-se el nou municipi del Port de la Selva (que s'independitzà de la Selva de Mar) i confeccionar el padró d'habitants, es consideraren del nou terme del Port ambdós masos Rabassers.
"....en continuació de dho, Padron pasó a la montaña de San Baudilio y entró en el Manso llamado Rabases de bajo, donde bibe Baudilio Puygnau, casado con dos hijos solteros. Luego pasó al manso llamado Rabses de arriba, que bibe Matias Reda casado, y dos hijos solteros." (cita textual del "testimonio de Rl. Privilegio de Villazgo..." que es guarda a l'Arxiu Municipal del Port de la Selva; també és reproduïda, am errors a l'obra de F. Marés que citem).
En un memorial de l'any 1672 redactat amb motiu dels plats sobre límits i drets de pesca entre Cadaqués i Roses, en esmentar els afrontaments de la primera vila i la de la Selva de Mar s'afirma. "....y la sexta, y ultima fita, está en terres del mas Verdaguer" (arxiu Parroquial de Cadaqués). Sembla que el mas al·ludit s'hauria d'identificar amb un dels actuals Rabassers i de no ésser així, amb alguna de les ruïnes del mateix paratge. Si aquest mas no és un dels Rabassers (de Dalt o de Baix) ha d'ésser forçosament alguna de les ruïnes existents a la seva rodalia; el nom, en tot cas, no el recorden els habitants del país, pel que sembla. Verdaguer és un cognom força corrent a Cadaqués.
Donat aquest conflicte s'ha d'esmentar, a manera d'anècdota, que si un nounat naixia a les habitacions més septentrionals era inscrit a Port de la Selva, i si naixia a les meridionals, era inscrit a Cadaqués. Aquest conflicte arriba fins avui dia, donat que tant Cadaqués com el Port de la Selva registren el mas Rabassers de Baix en el seu catàleg de béns immobles.
Avui en dia encara resta habitat com a segona residència.